# Бурлачья Балка
Бурлачья Балка (укр. Бурлача Балка) — село, относится к Черноморский городской совет Одесской области Украины.
Население составляет 1201 человека. Почтовый индекс — 68094. Телефонный код — 4868. Занимает площадь 2,87 км². Код КОАТУУ — 5110890101.

## История
Первые поселенцы появились на территории с. Бурлачья балка в конце XVIII века практически сразу с началом строительства Одессы и порта, поначалу в этой местности постоянных жителей не было, останавливались бурлаки (беглые крепостные крестьяне с центральной России , так же бурлаками называли просто работников без земельных участков и нежинатые поэтому это были частично и жители Поднепровье ) и запорожские казаки, отсюда и пошло название Бурлачья балка. На рубеже XVIII и XIX веков в Бурлачьей балке стали селиться уже постоянные жители в основном это были бывшие запорожские казаки, которые после указа Екатерины  вынуждены были искать новые места обитания.

## Местный совет
68001, Одесская обл., г. Черноморск, проспект Мира, 33 — Черноморский горсовет.
Администрация с. Бурлачья Балка: ул. Институтская, 22.

## Образование
Общеобразовательная школа: ул. Институтская, 22.

## Транспорт
С Одессой соединено трамвайным маршрутом № 27 (Старосенная площадь — Рыбный порт).
С Одессой соединено маршрутным автобусом № 220 и 220-А (ул. Преображенская — Рыбный порт).
Также через с. Бурлачья Балка проходят автобусные маршруты из г. Черноморск в г. Одессу № 15, 25, 60, 81 и 535 Овидиополь-Одесса.
Ещё одним видом транспорта с. Бурлачья Балка (г. Черноморск) соединены с г.г. Варна (Болгария), Батуми, Поти (Грузия), Стамбул (Турция) — это морская железнодорожная переправа, открытая в 1978 году.
В с. Бурлачья Балка по адресу ул. Центральная 19 расположен яхт-клуб «Бурлачья Балка». В нем находится более 100 яхт и катеров. Часть из них переместилась из яхт-клуба «Отрада» после изменения условий аренды в последнем

## Банковские учреждения
Отделение № 1 Черноморского филиала банка «Пивденный» ул. Северная, 41, бизнес-центр «Борей».

## Промышленность
Морской рыбный порт Черноморска, ул. Центральная, 1.
Паромная переправа Морского торгового порта Черноморска, ул. Институтская.
Завод «Аквафрост», ул. Центральная, 1.
ЧАО «Черномортехфлот», ул. Центральная, 99.
ЧАО «Черноморский топливный терминал», ул. Северная, 2.
Юг-Полиграф, производственно-полиграфическая компания ул. Северная, 9.
Складской комплекс «Золотое руно», ул. Приморская, 3.
Компания «Тумен» кабельная продукция, ул. Приморская, 3а.
Пивзавод «Черномор», ул. Пивоваренная.

## Научно-исследовательские организации
Научно-исследовательский и проектно-конструкторский институт морского флота Украины, ул. Северная, 11.